# 方強
方強（1912年2月13日—2012年2月8日），原名方鳌轩、方长，湖南平江人，中国人民解放军中将，1955年获一级八一勋章、一级独立自由勋章、一级解放勋章，1988年获一级红星功勋荣誉章。

## 生平
1926年加入中国共产主义青年团。1927年9月转入中国共产党。曾任平江青年义勇队区队政治指导员，献钟工人纠察总队区队长。1928年初参加工农革命军。曾任中国工农红军第5军连政治委员、红3师党委秘书，安源煤矿工人纠察大队党代表，红3军团第1师第2团政治委员，中央警卫营、团政治委员。1933年6月任红22师政治委员，遵义会议后任红军干部团党总支书记。参加了第一、第二次攻打长沙及中央苏区历次反“围剿”作战和长征。1936年任红四方面军第9军政治部宣传部部长，随军西渡黄河作战。1937年3月在祁连山突围中被俘，在狱中发起成立中共支部，同年6月组织200余被俘人员脱险归队。抗日战争时期，任八路军第129师第385旅政治部主任，军委总政治部组织部部长、党务委员会副主席，军委华北战地工作考察团团长，八路军军政学院教育长，中央军委办公厅秘书长，八路军陕甘宁留守兵团副政治委员兼政治部主任等职。抗日战争胜利后赴东北，任合江军区司令员、政治委员。1947年3月起任东满军区独立师师长，东北民主联军第10纵队第30师师长、纵队副司令员。率部参加1947年秋、冬季攻势作战和辽沈、平津等战役。1949年任第四野战军第47军副军长、第44军军长，率部参加广东战役和万山海战。1950年起任中南军区海军司令员兼政治委员。1953年春任海军副司令员，分管潜艇部队与海军航空兵部队的组建工作。1955年8月赴苏联伏罗希洛夫海军学院学习，1957年10月毕业回国后，任海军副司令员兼海军军事学院院长、政治委员。1960年任国防工业委员会秘书长兼第一机械工业部副部长，主管国防工业口工作。1963年9月起任第六机械工业部部长、国务院国防工业办公室主任、海军副司令员。是第三届国防委员会委员。1982年、1987年被选为中共中央顾问委员会委员。1955年获一级八一勋章、一级独立自由勋章、一级解放勋章。1988年获一级红星功勋荣誉章。
2012年2月8日凌晨3时58分在北京逝世。